# Ward (Colorado)
Ward és una població dels Estats Units a l'estat de Colorado. Segons el cens del 2000 tenia 169 habitants.

## Demografia
Segons el cens del 2000, Ward tenia 169 habitants, 71 habitatges, i 40 famílies. La densitat de població era de 114,5 habitants per km².
Dels 71 habitatges en un 35,2% hi vivien nens de menys de 18 anys, en un 39,4% hi vivien parelles casades, en un 14,1% dones solteres, i en un 42,3% no eren unitats familiars. En el 26,8% dels habitatges hi vivien persones soles l'1,4% de les quals corresponia a persones de 65 anys o més que vivien soles. El nombre mitjà de persones vivint en cada habitatge era de 2,38 i el nombre mitjà de persones que vivien en cada família era de 3,02.
Per edats la població es repartia de la següent manera: un 27,2% tenia menys de 18 anys, un 6,5% entre 18 i 24, un 35,5% entre 25 i 44, un 30,2% de 45 a 60 i un 0,6% 65 anys o més.
L'edat mediana era de 35 anys. Per cada 100 dones de 18 o més anys hi havia 92,2 homes.
La renda mediana per habitatge era de 33.750 $ i la renda mediana per família de 50.313 $. Els homes tenien una renda mediana de 26.250 $ mentre que les dones 28.750 $. La renda per capita de la població era de 14.900 $. Cap de les famílies estaven per davall del llindar de pobresa.

## Poblacions més properes
El següent diagrama mostra les poblacions més properes.